# 에드바르트 기에레크 경제부흥운동
에드바르트 기에레크 경제부흥운동(폴란드어: Ruch Odrodzenia Gospodarczego im. Edwarda Gierka)은 폴란드의 사회주의 지향 군소 정당으로, 2004년에 에드바르트 기에레크의 전 지지자들이 창당하였다.